# Kanton Felletin
Felletin is een kanton van het Franse departement Creuse. Het kanton maakt deel uit van het arrondissement Aubusson.

## Gemeenten
Het kanton Felletin omvatte tot 2014 de volgende 9 gemeenten:
- Croze
- Felletin (hoofdplaats)
- Moutier-Rozeille
- Poussanges
- Sainte-Feyre-la-Montagne
- Saint-Frion
- Saint-Quentin-la-Chabanne
- Saint-Yrieix-la-Montagne
- Vallière

Door de herindeling van de kanton bij decreet van 17 februari 2014, met uitwerking op 22 maart 2015 werd het kanton uitgebreid met de volgende 10 gemeenten, waaronder alle 7 van het opgeheven kanton Gentioux-Pigerolles:
- Faux-la-Montagne
- Féniers
- Gentioux-Pigerolles
- Gioux
- Le Monteil-au-Vicomte
- La Nouaille
- Royère-de-Vassivière
- Saint-Marc-à-Loubaud
- Saint-Martin-Château
- La Villedieu